# Мейфілд (Кентуккі)
Мейфілд (англ. Mayfield) — місто (англ. city) в США, в окрузі Ґрейвс штату Кентуккі. Населення — 10 017 осіб (2020).

## Географія
Мейфілд розташований за координатами 36°44′9″ пн. ш. 88°38′41″ зх. д. / 36.73583° пн. ш. 88.64472° зх. д. (36.735935, -88.644607).  За даними Бюро перепису населення США в 2010 році місто мало площу 17,92 км², з яких 17,85 км² — суходіл та 0,08 км² — водойми.

## Демографія
Згідно з переписом 2010 року, у місті мешкали 10 024 особи в 4173 домогосподарствах у складі 2451 родини. Густота населення становила 559 осіб/км².  Було 4739 помешкань (264/км²).
Расовий склад населення:
| - 75,9 % — білих - 12,8 % — чорних або афроамериканців - 0,4 % — азіатів - 0,2 % — корінних американців - 0,1 % — вихідців з тихоокеанських островів - 7,2 % — осіб інших рас |

До двох чи більше рас належало 3,3 %. Частка іспаномовних становила 14,4 % від усіх жителів.
За віковим діапазоном населення розподілялося таким чином: 25,2 % — особи молодші 18 років, 56,6 % — особи у віці 18—64 років, 18,2 % — особи у віці 65 років та старші. Медіана віку мешканця становила 37,3 року. На 100 осіб жіночої статі у місті припадало 89,9 чоловіків;  на 100 жінок у віці від 18 років та старших — 86,0 чоловіків також старших 18 років.
Середній дохід на одне домашнє господарство  становив 39 609 доларів США (медіана — 25 916), а середній дохід на одну сім'ю — 50 510 доларів (медіана — 37 547). Медіана доходів становила 40 066 доларів для чоловіків та 26 630 доларів для жінок. За межею бідності перебувало 32,3 % осіб, у тому числі 41,1 % дітей у віці до 18 років та 24,3 % осіб у віці 65 років та старших.
Цивільне працевлаштоване населення становило 3648 осіб. Основні галузі зайнятості: освіта, охорона здоров'я та соціальна допомога — 22,3 %, виробництво — 20,3 %, роздрібна торгівля — 10,6 %, науковці, спеціалісти, менеджери — 8,6 %.